# 新竹市眷村博物館
{{

#### [1]
Coord|24|48|51|N|120|58|01|E|display=title}}
新竹市眷村博物館是專門介紹新竹市眷村文化的博物館，在林政則市長任內規劃建設，成立於2002年，位於新竹市北區，為眷村為主題的博物館。該博物館展示相關文物，大多是由居民捐贈而來。

## 歷史
1949年國共內戰後，國民政府撤退來台，各省軍民、政府人員被迫轉往台灣定居。據統計，1945年至1950年，中國大陸各地近200萬軍民遷入台灣。國民政府為了解決人口激增帶來的居住問題，開始興建房舍或安排宿舍，並將新住民以軍種、職業、特性等，分別群聚於一定範圍，即為現在所知的「眷村」。新竹市眷村就擁有47個，比例相當高。也是在地文化與臺灣歷史裡不可或缺的重要歷史文化資產。
新竹市政府為了要展現新竹市眷村的文化，於1997年童勝男市長任內全國文藝季舉辦「竹籬笆內的春天」活動中發想成立一座博物館來展示新竹市眷村的文化資產，之後由蔡仁堅市長團隊推動成立該博物館，原計畫該博物館計劃成立於新竹市空軍一村第八區，但因為土地產權問題，最終林政則市長改變地點至原法務部調查局新竹市調查站後的新竹市環境保護局舊址。
眷村博物館於2002年12月28日開館，原本只使用一樓展區，後於2006年10月28日二至三樓的展覽空間設計並重新開放。

## 展示
新竹市眷村博物館的展覽空間共三層樓，主要展示的文物，大多來自於住在新竹市眷村的居民捐贈而來，包含了眷村生活使用的器具與用品，其中更是從軍用品改造而來；此外，該博物館更將二樓的空間，改造成新竹市眷村的模擬場景，讓參與者感受新竹市眷村的氛圍。
此外，該博物館會舉辦特展與活動，介紹新竹市眷村美食與新竹市眷村相關連的軍事、部隊文物等文化資產。

## 外部連結
- 新竹市文化局的眷村博物館簡介 （页面存档备份，存于）
- 文化部的眷村博物館簡介
- 新竹市47眷村地圖 （页面存档备份，存于）